# 1587
1587 (MDLXXXVII) byl rok, který dle gregoriánského kalendáře započal čtvrtkem.

## Události
- Karel starší ze Žerotína dokončil studium na univerzitě.
- V Kralicích vyšel čtvrtý díl šestisvazkové Bible kralické.

### Probíhající události
- 1562–1598 – Hugenotské války
- 1568–1648 – Osmdesátiletá válka
- 1568–1648 – Nizozemská revoluce
- 1585–1587 – Válka tří Jindřichů
- 1585–1604 – Anglo-španělská válka

## Narození
Česko
- 11. listopadu – Martin Středa, český teolog a historik († 26. srpna 1649)

Svět
- 5. ledna – Sü Sia-kche, čínský spisovatel a geograf († 8. března 1641)
- 8. května – Viktor Amadeus I., vévoda savojský, titulární král kyperský a jeruzalémský († 7. října 1637)
- 17. května – pokřtěn Esaias van de Velde, holandský malíř (pohřben 18. listopadu 1630)
- 4. července – Magdalena Bavorská, neuburská falckraběnka († 25. září 1628)
- 14. listopadu – pokřtěn Samuel Scheidt, německý hudební skladatel († 3. dubna 1654)
- 17. listopadu – Joost van den Vondel, nizozemský dramatik a spisovatel († 5. února 1679)
- ? – Francesco Angeloni – italský spisovatel, historik a sběratel († 29. listopadu 1652)
- ? – Sung Jing-sing – čínský vědec a encyklopedista († 1666)
- ? – Žuan Ta-čcheng – čínský dramatik, básník a politik († 1646)

## Úmrtí
Česko
- 4. dubna – Prokop Lupáč z Hlaváčova
- 29. srpna – Jakub Bílský z Bělé, opat cisterciáckého kláštera na Velehradě (* ?)

Svět
- 10. dubna – Jindřich III. Minsterberský, olešnický kníže (* 29. dubna 1542)
- 18. května – Svatý Felix z Cantalice, italský mnich (* 1515)
- 8. února – Marie Stuartovna, skotská panovnice (* 8. prosince 1542)
- 17. října – Bianca Cappello, toskánská velkovévodkyně (* 1548)
- ? – Giovanni Leonardo Di Bona, italský šachový mistr (* 1542)
- ? – Abataj-chán, mongolský kníže, zakladatel dynastie Tüšet-chánů (* 1554)

## Hlavy států
- České království – Rudolf II.
- Svatá říše římská – Rudolf II.
- Papež – Sixtus V.
- Anglické království – Alžběta I.
- Francouzské království – Jindřich III.
- Polské království – Zikmund III. Vasa
- Uherské království – Rudolf II.
- Osmanská říše – Murad III.
- Perská říše – Muhammad Chodábende , poté Abbás I. Veliký